# 戦士の銃
戦士の銃（せんしのじゅう）は、松本零士の漫画作品に登場する架空の武器。
雷管先込軍用大型リボルバー拳銃（コルトドラグーン）をモチーフとした形状の次元反動銃だが、ビームを発射するため劇中では光線銃のように描かれる。別名：コスモドラグーン（空間竜騎兵拳銃（小説版「さよなら銀河鉄道999」での表記））。2979年に土星の衛星タイタンのぶどう谷にて大山トチローによって製作される。
この銃を自由に使いこなせるようになったとき、初めて真の「宇宙戦士」と呼ばれるという。
本稿では、初出の作品である『銀河鉄道999』の描写を中心に解説する。

## 初登場
『銀河鉄道999』で鉄郎が土星の衛星タイタンにて知り合った老婆に渡され、そのまま使用する。所有者である老婆の息子の死後、長い間使用されていなかったため（アンタレスの見立てでは30年くらい）、漫画およびTV版で列車強盗を行ったアンタレスによりメンテナンスを施されるまでは銃の手入れがなされていなかった。故に各所の留めビスが緩んでいたという。
初出からしばらくは宇宙戦士の銃と呼ばれ、希少ではあるものの「一人前の男のステータス」程度の汎用品という設定であり、機構も次元反動銃ではなく、その機構の銃は別途メーテルが所持していた。なお、劇場版でデザインが決まるまでデザインは一定ではなく、登場するたびに形状が変わっていた。また、劇場版のアニメをほぼそのまま小説化した作品の「さよなら銀河鉄道999」では日本語で「空間竜騎兵拳銃」と表記されている。また、この作品でも鉄郎が戦士の銃を持っている事に鉄郎の仲間が驚愕する場面があるほか、黒騎士ファウストも戦士の銃を持っているの見て驚く場面がある。
TV版においても同じ入手法であるが、劇場版でこの老婆が制作者である大山トチローの母（大山摂子）であり、デザインも変更され「戦士の銃」は宇宙に数丁しかないトチローオリジナル、という設定が加えられる。それ以降、原作でもその扱いとなり、デザインも劇場版に準じたものとなる。

## 構造・デザイン
※以下の記述は劇場版の設定資料の記述に基づく。この設定資料は『完全版 銀河鉄道999 PERFECT BOOK』などに掲載されている。
パテントの刻印
PATENTED 1.25.2979
GRAPE VALLEY TITAN
TOCHIRO PATENT 1.25.2979 No.X
西部開拓時代初期のパーカッション式リボルバー拳銃をモチーフとして製作されているため、外観はそれに似たものとなっているがリボルバー式拳銃ではハンマー（撃鉄）のある部分にストライカー式自動拳銃のようなコッキングボルトがホールドオープンしたままのような形で突き出ている。シリンダー（装弾部）は実在のリボルバー拳銃同様、使用者側から見た場合一発ごとに右に回転し、実弾銃の撃鉄の位置に存在する後部のボルトはセット時2cm後退、撃発時2cm前進する。グリップ上部（ボルトの付け根の真下）に暴発を防ぐための安全装置がある。上記の刻印などが各部に存在し、シリアルナンバーは上記の刻印以外にもシリンダー、グリップ底面、トリガーガードなどに打刻されている。グリップにはドクロのマークがあるが、TVアニメ版はデザインが劇場版と異なり、ドクロのマークの代わりに丸い窪みがある。
- 戦士の銃 五面図　“MODEL2979宇宙竜騎兵用拳銃コスモドラグーン「戦士の銃」”.   DIGIMIXstudio※リンク切れのためインターネットアーカイブサービス「Wayback Machine」利用によるサイトコンテンツアーカイブ. 2020年11月29日閲覧。

## 登場作品
『ニーベルングの指環』、『クイーン・エメラルダス』OVAなど、『999』登場の作品内に登場することが多く、近年では1990年代以降の松本零士自身の筆による漫画作品 および それを基にして製作された先述のアニメ作品などに登場した。
変わったところでは、『宇宙戦艦ヤマト』において古代進の兄古代守が持つ銃がこのように呼ばれていた時期がある。なおこの銃は十四年式拳銃リファイン形状のコスモガンであり、同一品ではない。

## 能力
初登場時は、この世で唯一機械化人間を倒すことのできるコスモガンとされ、宇宙最高の威力を誇っているといわれているが、「装甲惑星」で登場した金属装甲人間にはまったく歯が立たず、メーテルの持つ次元反動銃で解決したり、機械伯爵をレーザーライフルで倒したり、劇場版1作目では鉄郎同様に時間城に乗り込んだアンタレスが機械伯爵の部下をこの銃と自分の銃の二丁拳銃で倒している描写があったため信憑性は薄かった。この点は後のエターナル編において改良された結果、改善され松本作品において宇宙一の名銃となった。
威力については各作品や場面によりまちまちであり、劇場版1作目では鉄郎がクイーン・エメラルダス号に向けて放った際には、エメラルダス号の方で着弾を確認できるだけの威力があったほか、第2作ではこの銃の乱射で惑星大アンドロメダの重要施設をほぼ完全に破壊してしまった。OVA『銀河鉄道物語 〜忘れられた時の惑星〜』では、先述の劇場版1作目に登場した戦闘衛星と同型のメカをこの銃で撃墜している。かと思えば、同じくOVA『忘れられた-』で鉄郎がSDFの車両に向けてこの銃を発砲した際には、フロントガラスが割れる程度ですんでいる。
また、ビームが無効化されることもある。「フィメールの思い出」で、車両妨害を起こしたフィメールに対して鉄郎が発砲したが、彼女が身に付けていた車両妨害装置によりビームが無効化されたほか、劇場版1作目では機械伯爵とリューズが逃げ込んだ防弾ガラスに対し、戦士の銃は無力だったが機械伯爵はガラス越しに自分の銃を使用していた。TV版「時間城の海賊」でもニセハーロックとレリューズが逃げ込んだ防弾ガラスの前には無力だった。
その威力から発砲した時の反動が非常に強く、初めて撃った人物は反動を抑えられずに銃口が跳ね上がったり、後ろに飛ばされて倒れこむことが多く、中には『エメラルダス』OVA（1998年）版4話で使用したル・ロウのように失神してしまった者もいる。また同OVA では精神感応能力が付加され、持ち主の気力によって威力が幾倍にも増幅される能力が設定されていたほか、撃たれた相手が消滅するという特殊効果も付加されていた。2001年に発売されたプレイステーション（以下、PSと表記）用ゲーム『松本零士999 〜Story of Galaxy Express 999〜』では、拳銃型の波動砲という設定になっている。
2003年に放送された『SPACE PIRATE CAPTAIN HERLOCK』では拡張パーツとして大山トチロー謹製の「大山式密度行列砲」が登場。弾丸を模した形状でシリンダー（装弾部）部分に装填した状態で発砲することで規模はオリジナルの密度行列砲には及ばないものの、性質的には遜色のない密度行列砲の発射機構としての役割を果たした。
また999エターナル編にてメーテルから鉄郎へ政府によって没収されていたコスモドラグーンの返還が行われた際に、コスモドラグーンの関連装備として収納用のトランク内に現実のドラグーンピストルを始めとした雷管拳銃に黒色火薬を装填するためのパウダーフラスコ（QUEEN EMERALDASの刻印入り)を模した付属品が2点確認できるが用途は不明。

## 制作数および所有者
『999』の初期設定では4丁という設定であったが、『ニーベルングの指環』でシリアルNo.0が登場し5丁に増加。続編では4丁に再変更した後、シリアルNo.3が再登場し再び5丁に戻ったりとやや複雑化している。
1. 初期段階
  - No.1 大山トチロー→海野広
  - No.2 星野鉄郎→ハンマー・レドリル
  - No.3 キャプテン・ハーロック
  - No.4 クイーン・エメラルダス
2. ニーベルングの指環編
  - No.0 台場工場長→台場正
  - No.1 大山トチロー→海野広
  - No.2 クイーン・エメラルダス
  - No.3 キャプテン・ハーロック
  - No.4 星野鉄郎→ハンマー・レドリル
3. 銀河鉄道999編
  - No.0 大山トチロー→海野広
  - No.1 キャプテン・ハーロック
  - No.2 クイーン・エメラルダス
  - No.3 大山敏郎（一説にはメーテル）
  - No.4 トチローの母（大山摂子）→星野鉄郎→ハンマー・レドリル

上記のように設定されているものの、アンドロメダ編の「時間城の海賊」では、原作ではハーロックがNo.1を持ち、鉄郎がこのとき所有しているのは初期段階の設定どおりNo.2であるが、 未来のメーテルと共に旅する少年・レドリルが登場するその後のエピソード「メーテルの旅」（TV版では第109・110話）では、レドリルが年を経た同じ銃を持っており、原作・TV版ともに鉄郎とレドリルがNo.4を所有している。原作ではその後のエピソードとなる「たくさん星の大酋長」冒頭で鉄郎の戦士の銃が再登場したときにはまたNo.2に戻っている。
こうした設定の違いについて、作者は『エメラルダス』掲載時のインタビューで「この作品の中では、いくつかの歴史が屈折した世界が存在しているので、それを表現するために、トチローの死因などで違いを描いていきたい」とも語っている。
近年の作品では、No.4は鉄郎、No.2はエメラルダスが正式な所有者となっており、「エターナル編」冒頭でメーテルが鉄郎に渡した戦士の銃のシリアルNoが入れ替わっていたのはエメラルダスがNo.4を改良するために、改良の終わった自分の銃（No.2）を鉄郎に渡していたためと説明されている。
松本零士執筆の「銀河鉄道999・未発表オリジナル・シナリオ」によると、病を得たトチローが葡萄谷に帰省した際に一丁を置いていったとされている。母親（摂子）の予想では、当時既に体を悪くしていたのではないかと記されている。このとき置いていった一丁が星野鉄郎の手に渡るわけだが、それ以前はトチローがこの銃を二丁所有していた事実がうかがえる。
また、「クイーン・エメラルダス」では咄嗟に戦士の銃の引き金を引いて敵を倒した少年に、エメラルダスが戦士の銃のうちの1丁をメーテルが所持している事を話している。
そのほか各作品主人公が所有するケースが多い。また、松本監修のゲーム『コスモウォーリアー零』では、エンディングで軍を戦艦セントエルモ号ごと脱走する際、主人公ウォーリアス・ゼロがNo.0を入手している。

## 使用者の銃の腕前
ハーロックとエメラルダスの腕前は、松本零士の作品世界でもトップクラスの腕前である。ただし、両者は重力サーベル（サーベル銃）とそのガンモードを使用することが多く、ハンドガンで戦うシーンはあまり描かれていない。
鉄郎はメーテルと出会うまで銃の取り扱い経験がないこともあり、「戦士の銃」所有者というイメージに反して戦績はあまり良くない。相手に先に抜かれ銃を取り落とすこともしばしばである。彼が受けた正式に近い訓練は、「プロフェッショナル魂」における「早撃ちのプロフェッショナル」によるものだけである。また、車掌は「ざんげの国」（TVアニメ版では第19話）で戦闘ホバーを一発で撃ち落して鉄郎とメーテルの窮地を救ったほか、TVアニメ最終回の第113話では、車掌は鉄郎からこの銃を借りて、鉄郎の手足を拘束している手錠と足枷の鎖を切るなど、意外と銃の扱いがうまい。
鉄郎は初期では専用のホルスターを使っていたが、後には腹に抜き身の銃を放り込んでいる図がしばしば見られた。とはいえなくしたわけではなく、使ったり使われなかったり、というほうが正しい。また、当初は手にした銃を撃ち落とされるなど、いささか心もとなかった銃の腕前も旅を進め実戦を重ねるにつれて腕が上がっている描写がしばしば見られるようになっていった。
エターナル編で専用のホルスターが復活し、メタノイドの中でも有数の戦士である地獄の聖母騎士ヘルマザリアを1対1の決闘で見事打ち倒していることから、この時点では銃の腕前は格段に上昇していることが垣間見える。
製作者の大山トチローは日本刀（仕込み杖）や重力サーベルなど刀術では並ぶものがいないほどだが、射撃の腕に関してはあまりよろしくないようで、これは自分でも認めている。一説（他の松本作品の別のトチロー）によると、銃の腕が劣るのはド近眼に加えて手が小さいため、との説もある。ただし、ゲーム『松本零士999』ではトチローを操作して機械伯爵やニセハーロックと銃撃戦を行うシナリオが存在する。

## 松本零士とドラグーン
この銃のモデルとなったコルトドラグーン（コルトM1848）は1973年に連載が開始された『ワダチ』に登場している。この作品は地球を捨てて新しい惑星に国ごと移住する日本人を描いているが、彼らには新天地で身を守るための武器としては近代的な銃器の所持は許されず、黒色火薬使用の前装銃しか許されていなかった。これはこの移住計画を進めた佐渡教授の思想によるものである。佐渡教授から主人公の山本轍に手渡されたスーツケース入りの銃のセットもドラグーンを含むコルト社の前装式リボルバーで、その中で轍が実際に使用したのがドラグーンである。
佐渡教授はこの銃について「人類が希望と無限の未来を信じていた時代の武器」というような表現で熱弁を振るっており、佐渡教授の口を借りた松本零士の思い入れが窺える。
また、同様のパーカッションロック式リボルバーが登場する作品にもう一つ『海軍拳銃1851』がある。こちらに登場するのはコルトM1851で、この作品は反機械化と夢の復活を謳い、人類誕生前の地球に行きそこのアダムとイブになるという話であるが、松本の分身とも言える主人公を誘う教授曰く「これ以上発達した武器は人類から夢を奪うだけだ」といって機械に頼るだけの人類と現状を侮蔑するような言葉を使っている。これは松本が現代社会の陥るやも知れない負の未来に対する警鐘である。
トチローとドラグーンを結ぶ作品としては、『ガンフロンティア』の原型になった読切作品『幽霊西部人（ゴーストウェスターナー）』『同2』がある。これにはすでにビジュアルデザインの固まった眼鏡のガニマタチビで帽子にマントなトチローが、日本人鍛冶によりドラグーンを一回り小さくしつつ、鉄の質と精度ははるかに凌駕してコピーした銃を二丁拳銃とする名人級のガンマンとして登場する。この作品では、一丁しか銃をもたない場合は火薬を倍量詰めて貫通力を高める、という先込め雷管式の特徴を生かしたトリックも登場している。
同銃を松本が作品中に頻繁に登場させるのは、松本自身がこれを自身で所有（古式銃に分類されるため美術品として所持登録）していることも理由として大きい。

## 継承者とドラグーン
松本の作品世界では戦士の銃を継承するということは、心と未来を継承するという意味合いを含んでいる。また戦闘以外の使用は、仇討ちや安楽死など、主にケジメをつけるために使用される。
また、継承者はその者が死ぬまたは後継者に譲る以外には絶対に変わることがなく、その所有権は宇宙法で厳重に規定されており、無闇にその掟を破ろうとする者は自らの命を以って償うことになる。

## 番外ドラグーン
コスモ波動システム
ゲーム『松本零士999』に登場。戦士の銃が4丁揃うことによって起動する最強の砲台。コンセプトは「コスモドラグーンの究極強化」とされており、対機械帝国を目的とした巨大戦艦に搭載されている。
メーテルモデル
未だに作品・ゲーム内で登場したことのない銃。『ニーベルングの指環』の設定上に存在し、シリアルはNo.3（このときハーロックはNo.1、トチローはNo.0という設定である）。一説にはグリップは白だといわれる。なおメーテル自身は通常、松本作品によく登場する南部十四年式を模した銃を使用している。
アルカディア号乗組員装備モデル
『キャプテンハーロック』（TV版）に登場。正確にはコスモドラグーンではないが、コルト社製の拳銃がモデルである。グリップにマゾーン判別の仕掛けがある。
ベビードラグーン
『ガンフロンティア』第10話「荒野のサムライサーベル」に登場。正式名称は「M1848ポケット」（作中表現では「コルトオールドモデル ポケットピストルモデル1848」として簡潔な紹介文も添えられている）。雷管先込軍用大型リボルバー拳銃（コルトドラグーン）のミニチュアタイプの後続種であり、大きさが小さい為に女性にも扱いやすくなっている。ドラグーンと異なる点として全体的に小柄であり装填可能な弾丸は5発。
大山式密度行列砲
『SPACE PIRATE CAPTAIN HERLOCK』（2003年版）に登場。資源・エネルギーの乏しい「宇宙の裏側」に敵対勢力であるヌーを封じている遺跡「イエダールの門」を破壊するために「裏側」に強制的に転送された地球。それを通常空間に戻すためにトチローにより急造された一発の弾丸。物質のスピン角運動量に作用し物体を構成する物質の回転運動を強制的に反転させることで照射された物体を虚数空間に転移させる兵器であるオリジナルと同じ性質を持つものの、出力が乏しくそのままでは地球を再転送することができないため、「裏側」中枢に向けて戦士の銃より発砲される。中枢に作用させることで転送時の反作用を利用し宇宙の裏側全域を巻き込む形で地球（を含むオリジナルの密度行列砲で強制転送されたもの全て）を元の空間に戻すというその本懐を遂げている。

## 補足
- TV版『999』第3話の後半で鉄郎達はタイタンに到着するが作画ミスにより、タイタン到着直後のメーテルがさらわれる場面で鉄郎の手にしているライフル銃が戦士の銃に変わっている場面がある。